# Phelsuma hielscheri
Phelsuma hielscheri là một loài thằn lằn trong họ Gekkonidae. Loài này được Rösler mô tả khoa học đầu tiên năm 2001.